# 圣旺德拉库尔
圣旺德拉库尔（法語：Saint-Ouen-de-la-Cour，法語發音：[sɛ̃.t‿wɛ̃ də la kuʁ] ⓘ）是法国奥恩省的一个市镇，属于莫尔塔涅欧佩什区。2017年，圣旺德拉库尔与临近的5个市镇合并为新市镇佩尔什地区贝尔福雷。

## 地理
圣旺德拉库尔（48°24'49"N, 0°35'17"E）面积6.04 平方千米，位于法国诺曼底大区奧恩省，该省份为法国西北部内陆省份，北起顺时针与卡爾瓦多斯省、厄尔省、厄尔-卢瓦省、萨尔特省、马耶讷省和芒什省接壤。
与圣旺德拉库尔接壤的市镇（或旧市镇、城区）包括：于讷河畔莫沃、科洛纳尔-科吕贝尔、埃佩赖、圣马丹-迪维约贝莱姆、塞里尼。

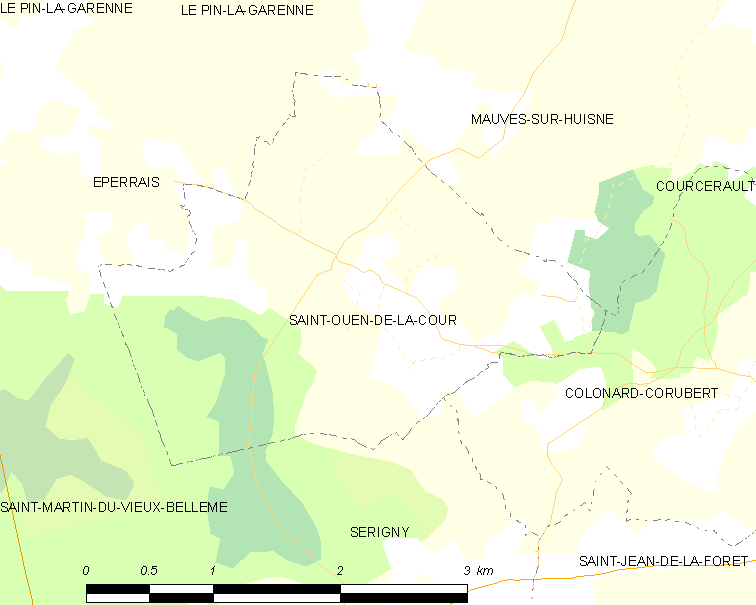
圣旺德拉库尔的OSM定位图

圣旺德拉库尔的时区为UTC+01:00、UTC+02:00（夏令时）。

## 行政
圣旺德拉库尔的邮政编码为61130，INSEE市镇编码为61437。

## 政治
圣旺德拉库尔所属的省级选区为瑟通县。

## 人口

1962-2008年间圣旺德拉库尔人口变化图示

圣旺德拉库尔于2018年1月1日时的人口数量为59人。